# Ciężkowice
Ciężkowice è un comune urbano-rurale polacco del distretto di Tarnów, nel voivodato della Piccola Polonia.
Ricopre una superficie di 103,22 km² e nel 2004 contava 11 074 abitanti.